# Пиотон (Илиноис)
Пиотон (енгл. Peotone) град је у америчкој савезној држави Илиноис.

## Демографија
По попису из 2010. године број становника је 4.142, што је 757 (22,4%) становника више него 2000. године.
| Група             | 2000.         | 2010.         |
| Белци             | 3.285 (97,0%) | 3.846 (92,9%) |
| Афроамериканци    | 9 (0,3%)      | 32 (0,8%)     |
| Азијати           | 16 (0,5%)     | 12 (0,3%)     |
| Хиспаноамериканци | 46 (1,4%)     | 209 (5,0%)    |
| Укупно            | 3.385         | 4.142         |